# Gassen (Gemeinde St. Veit in Defereggen)
Gassen ist eine Fraktion und Rotte in der Gemeinde St. Veit in Defereggen im Defereggental (Osttirol). Die Fraktion Gassen wurde 2001 von neun Menschen bewohnt.

## Geographie
Gassen ist die kleinste der sechs Fraktionen von St. Veit in Defereggen. Sie besteht aus der Rotte Gassen sowie der östlich gelegenen Einschicht Stemmering. Die Fraktion liegt rund 300 Meter über dem Talboden des Defereggentals und ist über die Defereggentalstraße (L25) erreichbar, wobei die Straße nach Gassen zwischen Osing und Mentlerboden abzweigt. Zudem ist Gassen über die Ortschaft Egg auch vom Dorf St. Veit über eine Straße erreichbar.
Die Rotte Gassen besteht aus den Höfen Klamperer (Gassen Nr. 1), Walder (Gassen Nr. 4) und Baur (Gassen Nr. 7). Die Einschicht Stemmering aus den Höfen Innerstemmiger (Gassen Nr. 8) und Außerstemmiger (Gassen Nr. 9). Zudem wird die Froditzalm der Fraktion Gassen zugerechnet.

## Geschichte und Bauwerke
Gassen bestand 1455 urkundlich belegt aus den beiden Schwaighöfen Obergassen und Niedergassen. Hinzu kam die Schwaige Stemmering. Ende des 16. Jahrhunderts waren die beiden Schwaighöfe von Gassen bereits in sechs Anteile zergliedert. Gassen gehörte zur Grundherrschaft der Familie Lasser von Zollheim und unterstand kirchlich lange Zeit dem Erzbistum Salzburg. Daher waren auch in Gassen im 17. Jahrhundert zahlreiche Einwohner von Ausweisung der Protestanten aus dem Einflussbereich des Bistums betroffen. Durch das spätere Bevölkerungswachstum wurde in Gassen zeitweise wurde auch eine Schule unterhalten. 1897 brannten drei Häuser in Gassen nieder. Im Katastrophenjahr 1965 stürzte am 3. September 1965 gegen 6.00 Uhr in der Früh eine Mure durch Gassen, wodurch zwei Häuser zerstört und sechs Menschen ums Leben kamen. In der Folge wurde Gassen großteils entsiedelt. Die Rotte Gassen besteht dadurch heute nur mehr aus zwei Paarhöfen und einem Einhof. An das Murenunglück 1965 erinnert eine Gedenktafel auf Betonsockel mit den Namen der Verunglückten.
Gassen wies 1869 eine Bevölkerung von 74 Einwohnern auf, die in 10 Häusern lebten. Im Jahr 1890 umfasste Gassen 12 Häuser mit 70 Einwohnern, wobei Gassen als Dorf mit den beiden Einzelhäusern Bregl und Stemering ausgewiesen wurde. Von den 70 Einwohnern waren 45 Frauen und 25 Männer. Bis zum Jahr 1910 schrumpfte die Bevölkerung auf nur noch 43 Einwohner in neun Häusern, wobei darunter nur noch 10 Männer gezählt worden waren. 1923 lebten in der Fraktion Gassen 48 Menschen in acht Häusern, wobei für den Weiler Gassen 30 Menschen in fünf Häusern sowie zusätzlich 18 Menschen in drei Häusern in Streulage gezählt wurden. 1951 beherbergte Gassen 37 Menschen in zehn Häusern, wobei auf den Weiler Gassen 26 Menschen in fünf Häusern und die Einschicht Stemering 11 Menschen in zwei Häusern entfielen. Hinzu kam eine Alm mit drei Häusern. 1961 wurden von den Statistikern für Gassen noch neun Häuser und 38 Einwohner verzeichnet, 1981 waren es nach der Hochwasserkatastrophe von 1965 nur noch 14 Menschen in fünf Häusern, wobei 5 Menschen in den drei "Zerstreuten Häusern" Gassen und neun Menschen in den beiden Häusern der Einschicht Stemmering lebten. Seit 1991 wird die Bevölkerung von Stemmering nicht mehr gesondert ausgewiesen. In diesem Jahr lebten in Gassen neun Menschen in fünf Häusern, wobei zwei land- und forstwirtschaftliche Betriebe existierten, eine Zahl die auch 2001 unverändert war.

### Klamperer
Der Bauernhof Klamperer ist urkundlich seit der zweiten Hälfte des 18. Jahrhunderts als „halbe Schwaige auf Obergassen“ belegt. Das früher als Asamergut bezeichnete zweigeschoßige Paarhof stammt im Kern vermutlich aus dem 18. Jahrhundert mit Umbauten aus dem 19. Jahrhundert. Es handelt sich um einen talseitig unterkellerten Kantblockbau mit Bruchsteinfundament und schindelgedecktem Blockpfettendach und umlaufenden Söller in beiden Geschoßen. Das Wirtschaftsgebäude des Bauernhof Klamperer liegt östlich des Wohngebäudes. Es handelt sich um ein Gebäude mit schindelgedecktem Blockpfettendach auf ausgefülltem Blockgrund. Über dem traufseitig erschlossene Stall liegen Tenne und Heulege. Im vermutlich aus dem 19. Jahrhundert stammenden Gebäude findet sich ein wiederverwendeter Blockbalken mit der eingekerbten Jahrzahl "1502".

### Walder
Der Bauernhof Walder ist ein Teilgut der Schwaige Obergassen und war früher auch als Rauterlesgut bekannt. Beim Bauernhof Walder handelt es sich um einen Einhof, dessen Bebauung seit der zweiten Hälfte des 18. Jahrhunderts nachweisbar ist. Das Gebäude selbst wurde vermutlich im 19. Jahrhundert mit Umbauten im 20. Jahrhundert errichtet. Der doppelgeschoßige Wohn- und Wirtschaftsteil mit schindelgedecktem Blockpfettendach ist in Firstrichtung aneinandergereiht, wobei im hangseitigen Wirtschaftsteil Stall, Tenne und Heulege geschoßweise getrennt wurden. Zum Bauernhof Walder gehört auch ein nordwestlich gelegenes Wirtschaftsgebäude mit schindelgedecktem Satteldach auf Bruchsteinfundament mit Stall, Tenne und Heulege.

### Baur
Der Bauernhof Baur ist ein Teilgut der Schwaige Niedergassen und war im 19. Jahrhundert als Dickengut bekannt. Es handelt sich um einen Paarhof mit freistehender Back- und Waschhütte sowie Materialseilbahn. Das Wohngebäude mit Baukern aus dem 18. Jahrhundert ist ein traufseitig erschlossener, zweigeschoßiger Kantblockbau unter schindelgedecktem Pfettendach. Das Wirtschaftsgebäude mit Mauerfundament wurde im 20. Jahrhundert in kombinierter Holzkonstruktion errichtet, wobei Stall, Tenne und Heulege geschoßweise getrennt wurden. Zum Ensemble gehört zudem ein dreigeschoßiges Wirtschaftsgebäude in Kantblock- und Ständerbohlenbauweise, eine kombinierte Back- und Waschhüte in Mischbauweise mit Bretterdach aus der zweiten Hälfte des 19. Jahrhunderts sowie eine Materialseilbahn mit Dieselmotorantrieb aus der ersten Hälfte des 20. Jahrhunderts.